# 謝里丹海崖
86°53′S 153°30′W / 86.883°S 153.500°W
謝里丹海崖（英語：Sheridan Bluff），是南極洲的一處海崖，位於阿蒙森海岸，屬於毛德王后山脈的一部分，被美國地質調查局根據測量和該國海軍拍攝的空中照片繪入地圖，現時由南極條約體系管理。